# Record du monde du 20 kilomètres marche
Pour un article plus général, voir Records du monde d'athlétisme.
Les records du monde du 20 kilomètres marche sont actuellement détenus par le Japonais Yūsuke Suzuki avec le temps de 1 h 16 min 36 s, établi le 15 mars 2015 lors des championnats d'Asie de marche athlétique à Nomi au Japon, et par la Chinoise Yang Jiayu, créditée de 1 h 23 min 49 s le 20 mars 2021 lors des championnats de Chine à Huangshan.
Le premier record du monde du 20 km marche homologué par World Athletics est celui de l'Équatorien Jefferson Pérez qui établit le temps de 1 h 17 min 21 s le 23 août 2003 à Paris. En 2001, la Chinoise Wang Yan devient officiellement la première détentrice du record du monde en 1 h 26 min 22 s. Les records antérieurs sont considérés par l'IAAF comme des « meilleures performances ».

## Record du monde masculin

### Progression
4 records du monde masculins du 20 km marche ont été homologués par l'IAAF depuis le 1er janvier 2003. Les records antérieurs sont considérés comme des meilleures performances.
| Temps                                         | Athlète                    | Nationalité        | Date              | Lieu              |
| --------------------------------------------- | -------------------------- | ------------------ | ----------------- | ----------------- |
| Meilleures performances                       |                            |                    |                   |                   |
| 1 h 38 min 43 s                               | Hermann Müller             | Allemagne          | 04 novembre 1911  | Berlin            |
| 1 h 37 min 57 s                               | Émile Anthoine             | France             | 13 juillet 1913   | Paris             |
| 1 h 34 min 15 s                               | Václav Balšán              | Tchécoslovaquie    | 13 août 1933      | Český Brod        |
| 1 h 33 min 25 s                               | Fritz Bleiveiss            | Allemagne          | 7 juin 1936       | Fürstenwalde      |
| 1 h 32 min 12 s                               | John Mikaelsson            | Suède              | 30 mai 1937       | Malmö             |
| 1 h 31 min 44 s                               | John Mikaelsson            | Suède              | 10 juin 1946      | Stockholm         |
| 1 h 31 min 21 s                               | Josef Dolezal              | Tchécoslovaquie    | 5 juin 1955       | Prague            |
| 1 h 30 min 36 s                               | Volodymyr Holubnychy       | Union soviétique   | 23 septembre 1955 | Kiev              |
| 1 h 30 min 00 s                               | Josef Dolezal              | Tchécoslovaquie    | 25 juillet 1956   | Prague            |
| 1 h 28 min 39 s                               | Vladimir Guk               | Union soviétique   | 13 avril 1957     | Kiev              |
| 1 h 27 min 29 s                               | Leonid Spirin              | Union soviétique   | 7 juillet 1959    | Moscou            |
| 1 h 27 min 04 s                               | Volodymyr Holubnychy       | Union soviétique   | 5 juillet 1959    | Moscou            |
| 1 h 25 min 58 s                               | Anatoly Vedyakov           | Union soviétique   | 6 septembre 1959  | Moscou            |
| 1 h 25 min 22 s                               | Gennadiy Agapov            | Union soviétique   | 21 juillet 1968   | Saint-Pétersbourg |
| 1 h 25 min 19 s                               | Gennadiy Agapov            | Union soviétique   | 7 mai 1972        | Berlin            |
| 1 h 24 min 50 s                               | Paul Nihill                | Royaume-Uni        | 30 juillet 1972   | Douglas           |
| 1 h 23 min 40 s                               | Daniel Bautista            | Mexique            | 30 mai 1976       | Bydgoszcz         |
| 1 h 23 min 30 s                               | Anatoliy Solomin           | Union soviétique   | 19 juillet 1978   | Vilnius           |
| 1 h 23 min 12 s                               | Roland Wieser              | Allemagne de l'Est | 30 août 1978      | Prague            |
| 1 h 22 min 19 s                               | Vadim Zvetkov              | Union soviétique   | 13 mai 1979       | Klaipėda          |
| 1 h 22 min 16 s                               | Daniel Bautista            | Mexique            | 19 mai 1979       | Valence           |
| 1 h 21 min 04 s                               | Daniel Bautista            | Mexique            | 09 juin 1976      | Vretstorp         |
| 1 h 21 min 01 s                               | Reima Salonen              | Finlande           | 09 septembre 1979 | Raisio            |
| 1 h 21 min 00 s                               | Daniel Bautista            | Mexique            | 30 mars 1980      | Xalapa            |
| 1 h 19 min 35 s                               | Domingo Colin              | Mexique            | 27 avril 1980     | Tcherkassy        |
| 1 h 19 min 30 s                               | Jozef Pribilinec           | Tchécoslovaquie    | 24 septembre 1983 | Bergen            |
| 1 h 19 min 24 s                               | Carlos Mercenario          | Mexique            | 03 mai 1987       | New York          |
| 1 h 19 min 12 s                               | Axel Noack                 | Allemagne de l'Est | 21 juin 1987      | Chemnitz          |
| 1 h 19 min 08 s                               | Mikhail Shchennikov        | Union soviétique   | 30 juillet 1988   | Kiev              |
| 1 h 18 min 54 s                               | Yevgeniy Misyulya          | Union soviétique   | 19 février 1989   | Sotchi            |
| 1 h 18 min 20 s                               | Andrei Perlov              | Union soviétique   | 26 mai 1990       | Moscou            |
| 1 h 18 min 13 s                               | Pavol Blazek               | Tchécoslovaquie    | 16 septembre 1990 | Hildesheim        |
| 1 h 17 min 46 s                               | Julio Martínez             | Guatemala          | 8 mai 1999        | Eisenhüttenstadt  |
| 1 h 17 min 46 s                               | Roman Rasskazov            | Russie             | 19 mai 2000       | Moscou            |
| 1 h 17 min 22 s                               | Francisco Javier Fernández | Espagne            | 28 avril 2002     | Turku             |
| Records du monde (depuis le 1er janvier 2003) |                            |                    |                   |                   |
| 1 h 17 min 21 s                               | Jefferson Pérez            | Équateur           | 23 août 2003      | Paris             |
| 1 h 17 min 16 s                               | Vladimir Kanaykin          | Russie             | 29 septembre 2007 | Saransk           |
| 1 h 17 min 02 s                               | Yohann Diniz               | France             | 8 mars 2015       | Arles             |
| 1 h 16 min 36 s                               | Yūsuke Suzuki              | Japon              | 15 mars 2015      | Nomi              |
| 1 h 16 min 10 s                               | Toshikazu Yamanishi        | Japon              | 16 février 2025   | Kobé              |

## Record du monde féminin

### Progression
6 records du monde féminins du 20 km marche ont été homologués par l'IAAF depuis le 19 novembre 2001.
| Temps                   | Athlète            | Nationalité     | Date              | Lieu        |
| ----------------------- | ------------------ | --------------- | ----------------- | ----------- |
| Meilleures performances |                    |                 |                   |             |
| 2 h 14 min 7 s          | Antonie Odvárková  | Tchécoslovaquie | 04 septembre 1931 | Prague      |
| 2 h 24 min 00 s         | Antonie Briksová   | Tchécoslovaquie | 06 septembre 1931 | Prague      |
| 1 h 59 min 02 s         | Lina Aebersold     | Suisse          | 09 juin 1934      | Zurich      |
| 1 h 57 min 35 s         | Marie van Tonder   | Afrique du Sud  | 28 juillet 1962   | Le Cap      |
| 1 h 57 min 26 s         | Irma Hansson       | Suède           | 27 octobre 1963   | Copenhague  |
| 1 h 54 min 30 s         | Irma Hansson       | Suède           | 22 octobre 1967   | Copenhague  |
| 1 h 53 min 46 s         | Karin Möller       | Danemark        | 27 octobre 1968   | Copenhague  |
| 1 h 51 min 05 s         | Irma Hansson       | Suède           | 12 octobre 1969   | Copenhague  |
| 1 h 47 min 10 s         | Margareta Simu     | Suède           | 22 septembre 1973 | Copenhague  |
| 1 h 43 min 38 s         | Lilian Harpur      | Australie       | 16 juillet 1977   | Adélaïde    |
| 1 h 43 min 20 s         | Thorill Gylder     | Norvège         | 23 avril 1978     | Mixhuca     |
| 1 h 41 min 42 s         | Susan Cook         | Australie       | 03 février 1980   | Melbourne   |
| 1 h 39 min 31 s         | Susan Cook         | Australie       | 20 décembre 1981  | Melbourne   |
| 1 h 36 min 36 s         | Susan Cook         | Australie       | 19 décembre 1982  | Melbourne   |
| 1 h 36 min 23 s         | Susan Cook         | Australie       | 07 juillet 1984   | Canberra    |
| 1 h 36 min 19 s         | Sally Pierson      | Australie       | 17 juillet 1984   | Melbourne   |
| 1 h 29 min 40 s         | Kerry Junna-Saxby  | Australie       | 13 mai 1988       | Värnamo     |
| 1 h 27 min 30 s         | Liu Hongyu         | Chine           | 1er mai 1995      | Pékin       |
| 1 h 27 min 30 s         | Nadezhda Ryashkina | Russie          | 7 février 1999    | Adler       |
| 1 h 25 min 18 s         | Tatyana Gudkova    | Chine           | 19 mai 2000       | Moscou      |
| 1 h 24 min 50 s         | Olimpiada Ivanova  | Russie          | 4 mai 2001        | Adler       |
| Records du monde        |                    |                 |                   |             |
| 1 h 26 min 22 s         | Wang Yan           | Chine           | 19 novembre 2001  | Canton      |
| 1 h 26 min 22 s         | Yelena Nikolayeva  | Russie          | 18 mai 2003       | Tcheboksary |
| 1 h 25 min 41 s         | Olimpiada Ivanova  | Russie          | 7 août 2005       | Helsinki    |
| 1 h 25 min 08 s         | Vera Sokolova      | Russie          | 26 février 2011   | Sotchi      |
| 1 h 24 min 38 s         | Liu Hong           | Chine           | 6 juin 2015       | La Corogne  |
| 1 h 23 min 49 s         | Yang Jiayu         | Chine           | 20 mars 2021      | Huangshan   |